# Hexoplon ctenostomoides
Hexoplon ctenostomoides là một loài bọ cánh cứng trong họ Cerambycidae.